# Teng Yen-min
Teng Yen-min (chiń. trad. 鄧衍敏; pinyin Dèng Yǎnmǐn; ur. 9 lutego 1984 w Tajpej) – tajwańska siatkarka grająca na pozycji skrzydłowej. Obecnie występuje w drużynie TPEC.